# Bistum San Andrés Tuxtla

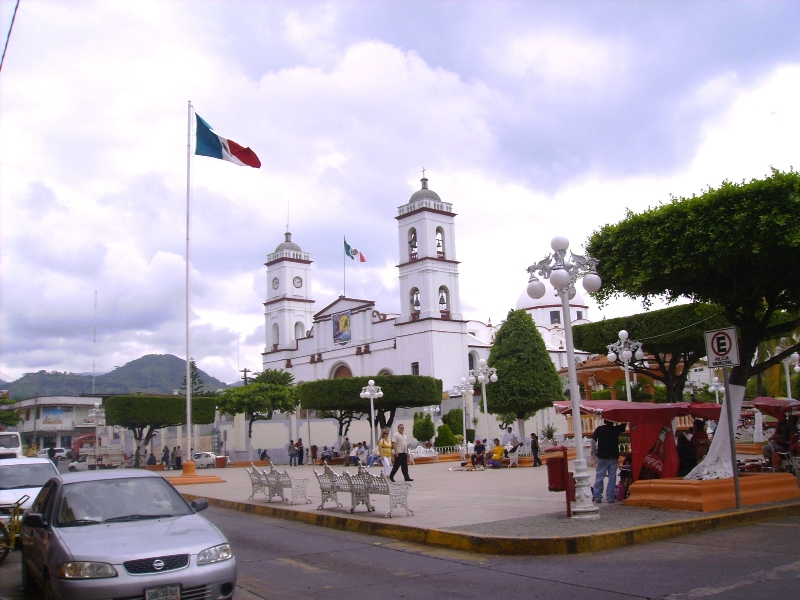
Kathedrale San José y San Andrés in San Andrés Tuxtla

Das Bistum San Andrés Tuxtla (lat.: Dioecesis Sancti Andreae de Tuxtla, span.: Diócesis de San Andrés Tuxtla) ist eine in Mexiko gelegene römisch-katholische Diözese mit Sitz in San Andrés Tuxtla.

## Geschichte
Das Bistum San Andrés Tuxtla wurde am 23. Mai 1959 durch Papst Johannes XXIII. mit der Apostolischen Konstitution Quibus christiani aus Gebietsabtretungen des Erzbistums Veracruz-Jalapa und des Bistums Tehuantepec errichtet und dem Erzbistum Veracruz-Jalapa als Suffraganbistum unterstellt.
Am 9. Juni 1962 gab das Bistum San Andrés Tuxtla Teile seines Territoriums zur Gründung des mit der Apostolischen Konstitution Populorum bono errichteten Bistums Veracruz ab. Eine weitere Gebietsabtretung erfolgte am 14. März 1984 zur Gründung des mit der Apostolischen Konstitution Plane conscii errichteten Bistums Coatzacoalcos.

## Bischöfe von San Andrés Tuxtla
- Jesús Villareal y Fierro, 1959–1965
- Arturo Antonio Szymanski Ramírez, 1965–1968, dann Bischof von Tampico
- Guillermo Ranzahuer González, 1969–2004
- José Trinidad Zapata Ortiz, 2004–2014, dann Bischof von Papantla
- Fidencio López Plaza, 2015–2020, dann Bischof von Querétaro
- José Luis Canto Sosa seit 2021